# Псих (мультсериал)
«Псих» (англ. Mad) — американский анимационный комедийно-пародийный сериал, созданный Кевином Шиником и продюсированный студией Warner Bros. Animation. Создан на основе одноимённого журнала, где каждый эпизод имеют короткие анимационные пародии на шоу, фильмы, игры, звёзд и многое другое, используя различные методы анимации. Премьера сериала в США — 6 сентября 2010 года в блоке Adult Swim на канале Cartoon Network. В России транслируется на 2x2.

## Скетчи
Серия имеет некоторые повторяющиеся наброски:
- A Mad Look Inside (Безумный взгляд изнутри) — небольшой фрагмент, в котором зрители видят в волшебный мир знаменитостей. Это идёт только во время первого сезона.
- Ask the Celebrity (Спросите у знаменитого) — там, где различные знаменитости, отвечают на каверзные вопросы через письмо, в котором ответы на них всегда абсурдны. Такие, как Майли Сайрус, когда её спросили, что она сделала, чтобы надеть хорошую производительность, утверждает, что она потёрла кошку об себя и пошла по шерстяному ковру .
- Bad Idea # (Плохая идея) — это представляет собой сценарий из длинного списка возможных плохих идей.
- Celebrity Birthdays (Дни рождения знаменитостей) — этот сегмент показывает дни рождения вымышленных персонажей и других людей в шоу-бизнесе. Только один раздел этого типа было показано, однако.
- Celebrities Without Their Make-up (Звёзды без макияжа) — сегмент показывает, что реальные и вымышленные знаменитости будет выглядеть без макияжа. Например, Зак Галифианакис является Бенсоном из Regular Show без своего макияжа, Рассел Брэнд представляет собой деревянный Щелкунчик без его макияжа, Роберт Паттинсон Альфред Ньюман без его макияжа, Железный Человек был C-3PO без его деятельности, а также Губка Боб является кексом без его грима.
- Commercials (Реклама) — есть несколько рекламных роликов для вымышленных предметов и программ на каждый эпизод.
- Don Martin (Дон Мартин) — адаптации к комиксам от мультипликатора Дона Мартина.
- Drawn-Out Dramas (Затянувшейся драмы) — после того, как одна из основных эскиз эпизодов заканчивается, Обои «Mad» появятся и «рвут открытым», чтобы показать Серхио Арагонеса в стиле эскиза перед цветном фоне, часто с использованием версии Альфредом Ньюманом в ином качестве.
- Gross and Beyond Gross (Мерзко и запредельно мерзко) — показаны мерзкие и запредельно мерзкие вещи.
- MAD News (Безумные новости) — журналист заканчивает доставку последних новостей. Этот эскиз первоначально начал вещание случайно в середине эпизода обычно прерывая другой эскиз. Начиная с девятого эпизода, эскиз теперь служит открытием для каждого эпизода.
- MADucation 101… (Безумразование 101…) — уроки по любому предмету.
- Rejected (Отклонённые) — сегмент выявления отклонил идеи в различных поп-культурах как Трансформаторы, Супергерои, Покемоны, Смурфы, и многое другое.
- Security Cam (Камера безопасности) — презентация наблюдения кадров, то, что происходит в общественных местах во время ночных часов закрытия. Каждое видео имеет сверхъестественные явления, которое никогда не произойдет в течение дня.
- Snappy Answers to Stupid Questions (Снэппи отвечает на глупые вопросы) — представляет сценарий, когда человек задает вопрос о том, что, очевидно, представлены, в результате чего в лицо или людей, которые попросили дать саркастический ответ, что свидетельствуют об обратном.
- Spy vs. Spy (Шпион против шпиона) — адаптация длительной серий комиксов.
- Super-villains for Your… (Супер-злодеи для Вашего…) — пародия на сегменты ПСА Супер друзей. Здесь различные супер-злодеи из Легиона Судьбы представяют себя в качестве морального руководства некоторых детей. Однако, так как они злодеи, им всегда удастся обмануть, дважды крестить, или предать детей, в результате чего их умирать на руках злодея или страдающих некоторыми непредвиденными связанных событий.
- This Day in History (Этот день в истории) — если посмотреть на достижения в день начала вещания. В большинстве случаев она будет включать в себя менее известные лица исторического значения, делать или придумывать что-то в тени другого известного исторического деятеля.
- What’s Wrong with this Picture? (Что-то не так с картинкой?) — игры в зависимости от того, что неправильно в картинке на экране, но говорит, правильно или наименее вероятно вещи, показанные раздутыми, как не то.
- Where’s Lady Gaga (Где же леди Гага?) — эскиз типа «Где Уолли» с участием поп-звезды Леди Гага, которая прячется на малое время. Зрителю предлагается найти её, но только в конце можно увидеть, где она ловко замаскировалась, чтобы вписаться в окружение.

## Список серий
1. Аватурд/CSiCarly (Avaturd/iCarly)